# トイレ用擬音装置

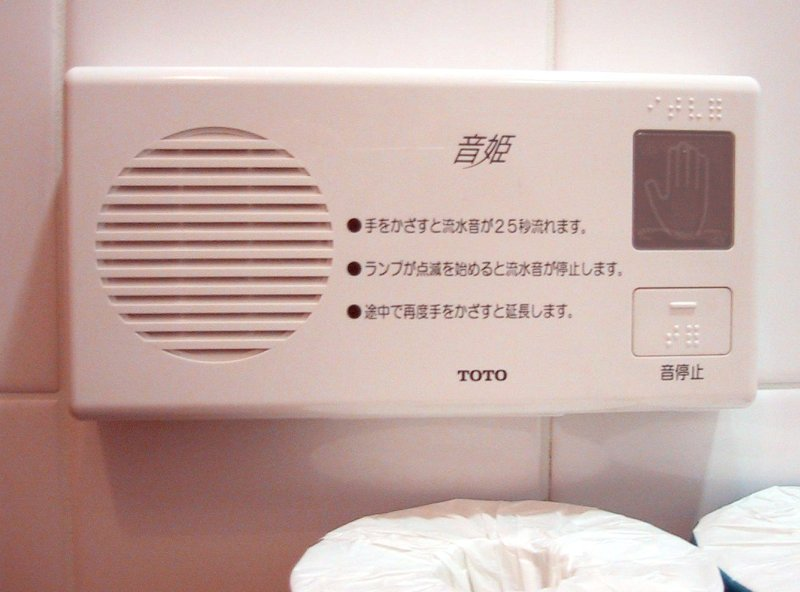
外観。右側のセンサーに手をかざすと、流水の音が出る

トイレ用擬音装置（トイレようぎおんそうち）とは、音響機器の一つで、水洗音などを擬似的に発する機能を持つ。

## 概要
主に女性用トイレ内の個室に設置される。水洗トイレの洗浄音を擬似的に発生させることで、排便・排尿や生理用品を交換する時、および衣服をずらした時などに発生する音（これらの音を以下「排泄音」という）をマスキング（より大きな音で隠すこと）するために用いられる音響機器の一種である。
こういった装置の生まれた背景には、日本人女性に見られる、自分の排泄音を他人に聞かれるのを嫌う羞恥心があげられる。擬音装置が開発される以前は、排泄音を隠すため、排泄時に水洗トイレの水を流す（場合によっては、個室を使用している間中水洗レバーを倒して水を流しっぱなしにする）人がおり、こと多くの人が利用する公衆トイレでは、無視できない水資源の浪費、浄化槽への過大な負担など、環境面への影響が懸念されていた。
擬音装置はこうした水の無駄遣いを防止し、また経済的負担を軽減するため、水を流して音を消す行為を代替させる目的で開発された。こうした意識は日本特有であり、外国において排泄中の音が他人に聞こえることを恥じたり、それに伴う“音消し”行為は見られない。
近年は節水や施設利用者へのサービスの一環で、この装置を導入する施設が増えている。装置の形式としては、洋式便座の一機能となっているものと、電源が得にくく個室も狭い既存のトイレにも後付け可能な壁掛け電池式の薄型機種がある（乾電池駆動式の場合はアルカリ乾電池使用を推奨。本体にはランプ点滅による「電池交換サイン」を搭載）。この装置が設置されているトイレには、マスキングのために水を流すのをやめて装置を使用するよう、啓蒙用のポスターが貼ってあることもある。
日本では、TOTOやINAX（現・LIXIL）が開発販売を行っており、単体および温水洗浄便座装備のものを用意している。後者はパブリックトイレ（公共施設や商業施設、オフィスビル向け）の女性用として装備されている一方、男性用はビデの機能と共に省略されている。
機器の仕組みとしては、ICレコーダーのようなデジタル音声再生による集積回路を利用して、流水音を再生している。また、不特定多数の人が触れる公衆トイレ内の付帯機器に、素手で触れて操作する忌避感に配慮して、押しボタンではなく赤外線スイッチ（手をかざすと、一定量の水が出る蛇口と同じ）にしている機器もある。

## 経費節減効果など
TOTOの試算によると、女性400人のオフィスで節約できる水量は年間約551万L、節約できる水道料金は年間約386万円と発表している。

## 備考
- 装置名は『音姫』として定着しているが、「音姫」の名称はTOTOの登録商標であり、1988年（昭和63年）5月に発売された（商標の普通名称化）。
- トイレ用擬音発生装置としては、1979年（昭和54年）に折原製作所から「エチケットーン」が発売されている。
- 江戸時代には殿様が用便の音を消しつつ、側近に厠を使用している事を分からせる為に音消しの壺という装置が使われていた[3]。
- 来人を感知し、自動的に擬音が流れる機種もある。
- 設置型ではなく、乾電池式の小型携帯用（エポック社エコオトメなど）や、スマートフォンのアプリとしても開発されている。